# Nikola Vukčević (Fußballspieler, 1991)
Nikola Vukčević (serbisch-kyrillisch Никола Вукчевић; * 13. Dezember 1991 in Titograd, SFR Jugoslawien), auch bekannt als Điđo (Ђиђо), ist ein momentan vereinsloser montenegrinischer Fußballspieler.

## Karriere

### Verein
Vukčević wurde im Jahr 2010 in die erste Mannschaft des montenegrinischen Vereins Budućnost Podgorica übernommen. Zur Saison 2011/12 in der Prva Crnogorska Liga wurde er zum Mannschaftskapitän ernannt. In dieser Spielzeit errang er mit Budućnost die Meisterschaft. Vukčević empfahl sich in dieser Zeit außerdem für die montenegrinische U-21-Auswahl. In seiner Zeit bei Budućnost brachte er es auf 65 Einsätze, in denen er vier Tore erzielte.
Nach Ablauf seines Vertrages bis Sommer 2013 wechselte ablösefrei nach Portugal zu Sporting Braga. Er debütierte am 10. Januar 2014 im Spiel gegen Vitória Guimarães. Bei Sporting Braga stieg Vukčević nach Anlaufschwierigkeiten zum Stammspieler auf. Er brachte es in vier Saisons auf 76 Einsätze, in denen er vier Tore erzielte.
Am 9. August 2018 wechselte Vukčević zum spanischen Klub UD Levante in die Primera División. Für den Montenegriner musste sein neuer Arbeitgeber eine Ablösesumme in Höhe von 8,9 Millionen Euro an Braga überweisen. Dort verbrachte der Montenegriner vier Jahre, bevor er sich im Juli 2022 al-Ahli SC anschloss. Dort wurde sein Vertrag nach einer Spielzeit nicht mehr verlängert und Vukčević ist seit dem 1. Juli 2023 vereinslos.

### Nationalmannschaft
Vukčević debütierte in der montenegrinischen A-Nationalmannschaft am 5. März 2014 bei einem Freundschaftsspiel gegen Ghana, als er in der 65. Minute für Nemanja Nikolić eingewechselt wurde. Am 8. Oktober 2016 erzielte er sein erstes Länderspieltor beim 5:0-Heimsieg über Kasachstan in der Qualifikation für die Fußballweltmeisterschaft 2018 mit dem Treffer zum 2:0.

## Erfolge
Sporting Braga
- Portugiesischer Pokalsieger: 2016